# Чемпионат мира по международным шашкам среди женщин 2019
Чемпионат мира по международным шашкам среди женщин 2019 года — соревнование, которое проходило с 11 по 23 июня в Якутске (Россия) по круговой системе. В нём не приняла участия чемпионка мира 2017 года Зоя Голубева (Латвия). На  отборочном турнире за место организаторов победила Ксения Нахова. Вместо чемпионки Америки Любляны Турий участвовала вице-чемпионка Аннилайн Якобс (Аруба).
Самой молодой участницей чемпионата стала представительница Монголии Энхболд Хуслен.
Чемпионкой мира стала россиянка Тамара Тансыккужина. Это её 6-й титул.

## Участницы
| Номер | Звание | Участник            | Страна      | Примечания                                     |
| ----- | ------ | ------------------- | ----------- | ---------------------------------------------- |
| 1     | GMIF   | Наталия Садовска    | Польша      | Чемпионка мира 2018 года                       |
| 2     | GMIF   | Ольга Федорович     | Беларусь    | Серебряный призёр чемпионата мира 2017 года    |
| 3     | CMFF   | Биагнэ Эльса Негбре | Кот-д’Ивуар | чемпионка Африки                               |
| 4     | MFF    | Аннилайн Якобс      | Аруба       | серебряный призёр чемпионата Америки           |
| 5     | GMIF   | Чжан Ю              | Китай       | Чемпионка Азии                                 |
| 6     | GMIF   | Чжао Ханьцин        | Китай       | серебряный призёр чемпионата Азии              |
| 7     | GMIF   | Энхболд Хуслен      | Монголия    | бронзовый призёр чемпионата Азии               |
| 8     | GMIF   | Матрёна Ноговицына  | Россия      | Чемпионка Европы                               |
| 9     | MIF    | Наталья Шестакова   | Россия      | серебряный призёр чемпионата Европы            |
| 10    | GMIF   | Дарья Федорович     | Беларусь    | Обладатель путёвки по итогам Чемпионата Европы |
| 11    | GMIF   | Виктория Мотричко   | Украина     | Обладатель путёвки по итогам Чемпионата Европы |
| 12    | MIF    | Хейке Верхёл        | Нидерланды  | Обладатель путёвки по итогам Чемпионата Европы |
| 13    | MFF    | Полина Петрусёва    | Беларусь    | Обладатель путёвки по итогам Чемпионата Европы |
| 15    | GMIF   | Айгуль Идрисова     | Россия      | Запасная №1                                    |
| 15    | GMIF   | Тамара Тансыккужина | Россия      | Место для России                               |
| 16    | GMIF   | Ксения Нахова       | Россия      | Место организаторов                            |

- GMIF — международный гроссмейстер среди женщин
- MIF — международный мастер среди женщин
- MFF — мастер ФМЖД среди женщин
- CMFF — кандидат в мастера ФМЖД среди женщин

Запасными были
1. Айгуль Идрисова  Россия
2. Тамара Тансыккужина  Россия
3. Юлия Макаренкова  Украина
4. Ольга Балтажи  Украина
5. Ника Леопольдова  Россия
6. Елена Чеснокова  Латвия

## Регламент
Итоговое место определяется по сумме очков. В случае равенства очков место определяется:
1. по наибольшему количеству побед;
2. по лучшему результату игроков;
3. по лучшему результату, полученному в порядке классификации (выше будет тот, кто сыграл лучше с соперником, занявшим более высокое место).
Если и эти критерии одинаковы, то для определения призёров будет играться тай-брейк по системе Леманна-Георгиева (15 минут и 2 секунды за ход за неограниченное количество игр), остальные места будут поделены.

## Расписание
| Тур | Дата    | Время |
| --- | ------- | ----- |
| 1   | 11 июня | 15-00 |
| 2   | 12 июня | 14-00 |
| 3   | 13 июня | 10-00 |
| 4   | 13 июня | 16-00 |
| 5   | 14 июня | 10-00 |
| 6   | 15 июня | 14-00 |
| 7   | 16 июня | 10-00 |
| 8   | 16 июня | 16-00 |
| 9   | 17 июня | 14-00 |
| 10  | 18 июня | 10-00 |
| 11  | 18 июня | 16-00 |
| 12  | 19 июня | 10-00 |
| 13  | 21 июня | 14-00 |
| 14  | 22 июня | 14-00 |
| 15  | 23 июня | 10-00 |

## Результаты
| Место | Участница           | Страна      | Звание | Рейтинг | 1 | 2 | 3 | 4 | 5 | 6 | 7 | 8 | 9 | 10 | 11 | 12 | 13 | 14 | 15 | 16 | Очки | Выигр. | Ничьи | Пораж. |
| ----- | ------------------- | ----------- | ------ | ------- | - | - | - | - | - | - | - | - | - | -- | -- | -- | -- | -- | -- | -- | ---- | ------ | ----- | ------ |
| 1     | Тамара Тансыккужина | Россия      | GMIF   | 2203    |   | 1 | 1 | 1 | 0 | 1 | 1 | 1 | 1 | 1  | 2  | 2  | 2  | 2  | 2  | 2  | 20   | 6      | 8     | 1      |
| 2     | Айгуль Идрисова     | Россия      | GMIF   | 2159    | 1 |   | 1 | 2 | 1 | 1 | 1 | 1 | 1 | 2  | 1  | 1  | 1  | 2  | 2  | 2  | 20   | 5      | 10    | 0      |
| 3     | Дарья Федорович     | Беларусь    | MIF    | 2189    | 1 | 1 |   | 1 | 1 | 1 | 1 | 1 | 1 | 2  | 1  | 1  | 2  | 2  | 2  | 2  | 20   | 5      | 10    | 0      |
| 4     | Матрёна Ноговицына  | Россия      | GMIF   | 2252    | 1 | 0 | 1 |   | 1 | 2 | 1 | 2 | 1 | 1  | 2  | 0  | 1  | 2  | +2 | 2  | 19   | 6      | 7     | 2      |
| 5     | Наталия Садовска    | Польша      | GMIF   | 2244    | 2 | 1 | 1 | 1 |   | 1 | 1 | 1 | 1 | 1  | 1  | 1  | 1  | 2  | 2  | 2  | 19   | 4      | 11    | 0      |
| 6     | Ольга Федорович     | Беларусь    | GMIF   | 2252    | 1 | 1 | 1 | 0 | 1 |   | 1 | 1 | 0 | 1  | 2  | 1  | 2  | 2  | 2  | 2  | 18   | 5      | 8     | 2      |
| 7     | Чжао Ханьцин        | Китай       | GMIF   | 2145    | 1 | 1 | 1 | 1 | 1 | 1 |   | 1 | 1 | 0  | 2  | 1  | 1  | 2  | +2 | 2  | 18   | 4      | 10    | 1      |
| 8     | Ксения Нахова       | Россия      | GMIF   | 2096    | 1 | 1 | 1 | 0 | 1 | 1 | 1 |   | 1 | 1  | 1  | 2  | 2  | 1  | 2  | 2  | 18   | 4      | 10    | 1      |
| 9     | Чжан Ю              | Китай       | GMIF   | 2122    | 1 | 1 | 1 | 1 | 1 | 2 | 1 | 1 |   | 1  | 1  | 1  | 1  | 1  | 2  | 2  | 18   | 3      | 12    | 0      |
| 10    | Полина Петрусёва    | Беларусь    | MFF    | 2114    | 1 | 0 | 0 | 1 | 1 | 1 | 2 | 1 | 1 |    | 1  | 2  | 1  | 1  | 2  | 2  | 17   | 4      | 9     | 2      |
| 11    | Виктория Мотричко   | Украина     | GMIF   | 2206    | 0 | 1 | 1 | 0 | 1 | 0 | 0 | 1 | 1 | 1  |    | 2  | 1  | 1  | 2  | 2  | 14   | 3      | 8     | 4      |
| 12    | Наталья Шестакова   | Россия      | GMIF   | 2141    | 0 | 1 | 1 | 2 | 1 | 1 | 1 | 0 | 1 | 0  | 0  |    | 1  | 0  | 2  | 2  | 13   | 3      | 7     | 5      |
| 13    | Хейке Верхёл        | Нидерланды  | MIF    | 2186    | 0 | 1 | 0 | 1 | 1 | 0 | 1 | 0 | 1 | 1  | 1  | 1  |    | 1  | 1  | 2  | 12   | 1      | 10    | 4      |
| 14    | Энхболд Хуслен      | Монголия    | MFF    | 2014    | 0 | 0 | 0 | 0 | 0 | 0 | 0 | 1 | 1 | 0  | 1  | 2  | 1  |    | 1  | 2  | 10   | 2      | 6     | 7      |
| 15    | Биагнэ Эльса Негбре | Кот-д’Ивуар | CMFF   | 0       | 0 | 0 | 0 | - | 0 | 0 | - | 0 | 0 | 0  | 0  | 0  | 1  | 1  |    | 2  | 4    | 1      | 2     | 12     |
| 16    | Аннилайн Якобс      | Аруба       | MFF    | 0       | 0 | 0 | 0 | 0 | 0 | 0 | 0 | 0 | 0 | 0  | 0  | 0  | 0  | 0  | 0  |    | 0    | 0      | 0     | 15     |

| 1-й тур - Наталья Шестакова — Ксения Нахова 0—2 - Тамара Тансыккужина — Хейке Верхёл 2—0 - Айгуль Идрисова — Виктория Мотричко 1—1 - Матрёна Ноговицына — Чжан Ю 1—1 - Чжао Ханьцин — Энхболд Хуслен 2—0 - Аннилайн Якобс — Эльса Негбре 0—2 - Наталия Садовска — Полина Петрусёва 1—1 - Ольга Федорович — Дарья Федорович 1—1 3-й тур - Тамара Тансыккужина — Ксения Нахова 1—1 - Наталья Шестакова — Айгуль Идрисова 1—1 - Матрёна Ноговицына — Хейке Верхёл 1—1 - Чжао Ханьцин — Виктория Мотричко 2—0 - Аннилайн Якобс — Чжан Ю 0—2 - Наталия Садовска — Энхболд Хуслен 2—0 - Ольга Федорович — Эльса Негбре 2—0 - Дарья Федорович — Полина Петрусёва 2—0 5-й тур - Айгуль Идрисова — Ксения Нахова 1—1 - Матрёна Ноговицына — Тамара Тансыккужина 1—1 - Чжао Ханьцин — Наталья Шестакова 1—1 - Аннилайн Якобс — Хейке Верхёл 0—2 - Наталия Садовска — Виктория Мотричко 1—1 - Ольга Федорович — Чжан Ю 0—2 - Дарья Федорович — Энхболд Хуслен 2—0 - Полина Петрусёва — Эльса Негбре 2—0 7-й тур - Матрёна Ноговицына — Ксения Нахова 2—0 - Чжао Ханьцин — Айгуль Идрисова 1—1 - Аннилайн Якобс — Тамара Тансыккужина 0—2 - Наталия Садовска — Наталья Шестакова 1—1 - Ольга Федорович — Хейке Верхёл 2—0 - Дарья Федорович — Виктория Мотричко 1—1 - Полина Петрусёва — Чжан Ю 1—1 - Эльса Негбре — Энхболд Хуслен 1—1 9-й тур - Чжао Ханьцин — Ксения Нахова 1—1 - Аннилайн Якобс — Матрёна Ноговицына 0—2 - Наталия Садовска — Айгуль Идрисова 1—1 - Ольга Федорович — Тамара Тансыккужина 1—1 - Дарья Федорович — Наталья Шестакова 1—1 - Полина Петрусёва — Хейке Верхёл - Эльса Негбре — Виктория Мотричко 0—2 - Энхболд Хуслен — Чжан Ю 1—1 11-й тур - Аннилайн Якобс — Ксения Нахова 0—2 - Наталия Садовска — Чжао Ханьцин 1—1 - Ольга Федорович — Матрёна Ноговицына 0—2 - Дарья Федорович — Айгуль Идрисова 1—1 - Полина Петрусёва — Тамара Тансыккужина 1—1 - Эльса Негбре — Наталья Шестакова 0—2 - Энхболд Хуслен — Хейке Верхёл 1—1 - Чжан Ю — Виктория Мотричко 1—1 13-й тур - Наталия Садовска — Ксения Нахова 1—1 - Ольга Федорович — Аннилайн Якобс 2—0 - Дарья Федорович — Чжао Ханьцин 1—1 - Полина Петрусёва — Матрёна Ноговицына 1—1 - Эльса Негбре — Айгуль Идрисова 0—2 - Энхболд Хуслен — Тамара Тансыккужина 0—2 - Чжан Ю — Наталья Шестакова 1—1 - Виктория Мотричко — Хейке Верхёл 1—1 15-й тур - Ольга Федорович — Ксения Нахова 1—1 - Дарья Федорович — Наталия Садовска 1—1 - Полина Петрусёва — Аннилайн Якобс 2—0 - Эльса Негбре — Чжао Ханьцин -/+ - Энхболд Хуслен — Матрёна Ноговицына 0—2 - Чжан Ю — Айгуль Идрисова 1—1 - Виктория Мотричко — Тамара Тансыккужина 0—2 - Хейке Верхёл — Наталья Шестакова 1—1 | 2-й тур - Ксения Нахова — Дарья Федорович 1—1 - Полина Петрусёва — Ольга Федорович 1—1 - Эльса Негбре — Наталия Садовска 0—2 - Энхболд Хуслен — Аннилайн Якобс 2—0 - Чжан Ю — Чжао Ханьцин 1—1 - Виктория Мотричко — Матрёна Ноговицына 0—2 - Хейке Верхёл — Айгуль Идрисова 1—1 - Наталья Шестакова — Тамара Тансыккужина 0—2 4-й тур - Ксения Нахова — Полина Петрусёва 1—1 - Эльса Негбре — Дарья Федорович 0—2 - Энхболд Хуслен — Ольга Федорович 0—2 - Чжан Ю — Наталия Садовска 1—1 - Виктория Мотричко — Аннилайн Якобс 2—0 - Хейке Верхёл — Чжао Ханьцин 1—1 - Наталья Шестакова — Матрёна Ноговицына 2—0 - Тамара Тансыккужина — Айгуль Идрисова 1—1 6-й тур - Ксения Нахова — Эльса Негбре 2—0 - Энхболд Хуслен — Полина Петрусёва 1—1 - Чжан Ю — Дарья Федорович 1—1 - Виктория Мотричко — Ольга Федорович 0—2 - Хейке Верхёл — Наталия Садовска 1—1 - Наталья Шестакова — Аннилайн Якобс 2—0 - Тамара Тансыккужина — Чжао Ханьцин 1—1 - Айгуль Идрисова — Матрёна Ноговицына 2—0 8-й тур - Ксения Нахова — Энхболд Хуслен 1—1 - Чжан Ю — Эльса Негбре 2—0 - Виктория Мотричко — Полина Петрусёва 1—1 - Хейке Верхёл — Дарья Федорович 0—2 - Наталья Шестакова — Ольга Федорович 1—1 - Тамара Тансыккужина — Наталия Садовска 0—2 - Айгуль Идрисова — Аннилайн Якобс 2—0 - Матрёна Ноговицына — Чжао Ханьцин 1—1 10-й тур - Ксения Нахова — Чжан Ю 1—1 - Виктория Мотричко — Энхболд Хуслен 1—1 - Хейке Верхёл — Эльса Негбре 1—1 - Наталья Шестакова — Полина Петрусёва 0—2 - Тамара Тансыккужина — Дарья Федорович 1—1 - Айгуль Идрисова — Ольга Федорович 1—1 - Матрёна Ноговицына — Наталия Садовска 1—1 - Чжао Ханьцин — Аннилайн Якобс 2—0 12-й тур - Ксения Нахова — Виктория Мотричко 1—1 - Хейке Верхёл — Чжан Ю 1—1 - Наталья Шестакова — Энхболд Хуслен 0—2 - Тамара Тансыккужина — Эльса Негбре 2—0 - Айгуль Идрисова — Полина Петрусёва 2—0 - Матрёна Ноговицына — Дарья Федорович 1—1 - Чжао Ханьцин — Ольга Федорович 1—1 - Аннилайн Якобс — Наталия Садовска 0—2 14-й тур - Ксения Нахова — Хейке Верхёл 2—0 - Наталья Шестакова — Виктория Мотричко 0—2 - Тамара Тансыккужина — Чжан Ю 1—1 - Айгуль Идрисова — Энхболд Хуслен 2—0 - Матрёна Ноговицына — Эльса Негбре +/- - Чжао Ханьцин — Полина Петрусёва 0—2 - Аннилайн Якобс — Дарья Федорович 0—2 - Наталия Садовска — Ольга Федорович 1—1 |

- В 14 и 15 туре Эльса Негбре не играла из-за болезни[3]